# Исакова гора
Исакова гора — возвышенность (большой холм) высотой — 293 м, известная как самая высокая точка Северных Увалов. Расположена в Бабушкинском районе Вологодской области в 4 км к югу от Р7 (Чекшино — Тотьма — Никольск) в районе деревень Городищево, Кокшарка. На холме располагается деревня Исаково.

## Описание и значение
Исакова гора — двухвершинный моренный холм, сложенный валунной глиной, которая перекрыта перигляциальными тонкодисперсными глинами. Вершина слабовыпуклая, неправильной формы.
На склонах холма близко к поверхности залегают карбонатные породы, что обуславливает развитие карстового процесса и карстовых форм рельефа.
Вершина и склоны холма заняты ельником на дерново-сильноподзолистых легкосуглинистых почвах. Большую часть холма занимает ельник рубозово-кисличный с малиной.
Геологический региональный памятник природы «Исакова гора» создан в 1989 году, его общая площадь — 437 га. Памятник природы имеет научное, учебное и рекреационное значение.

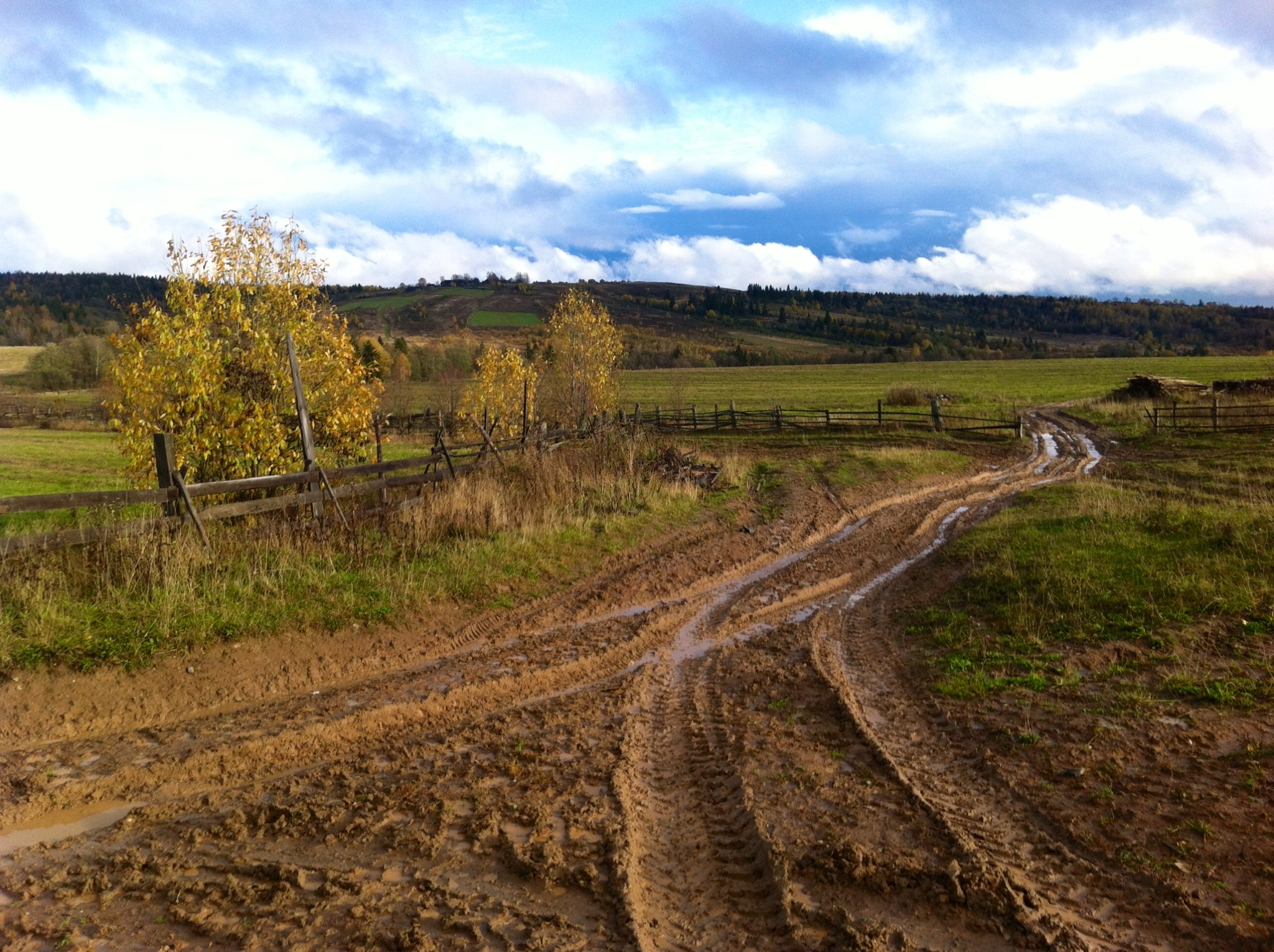
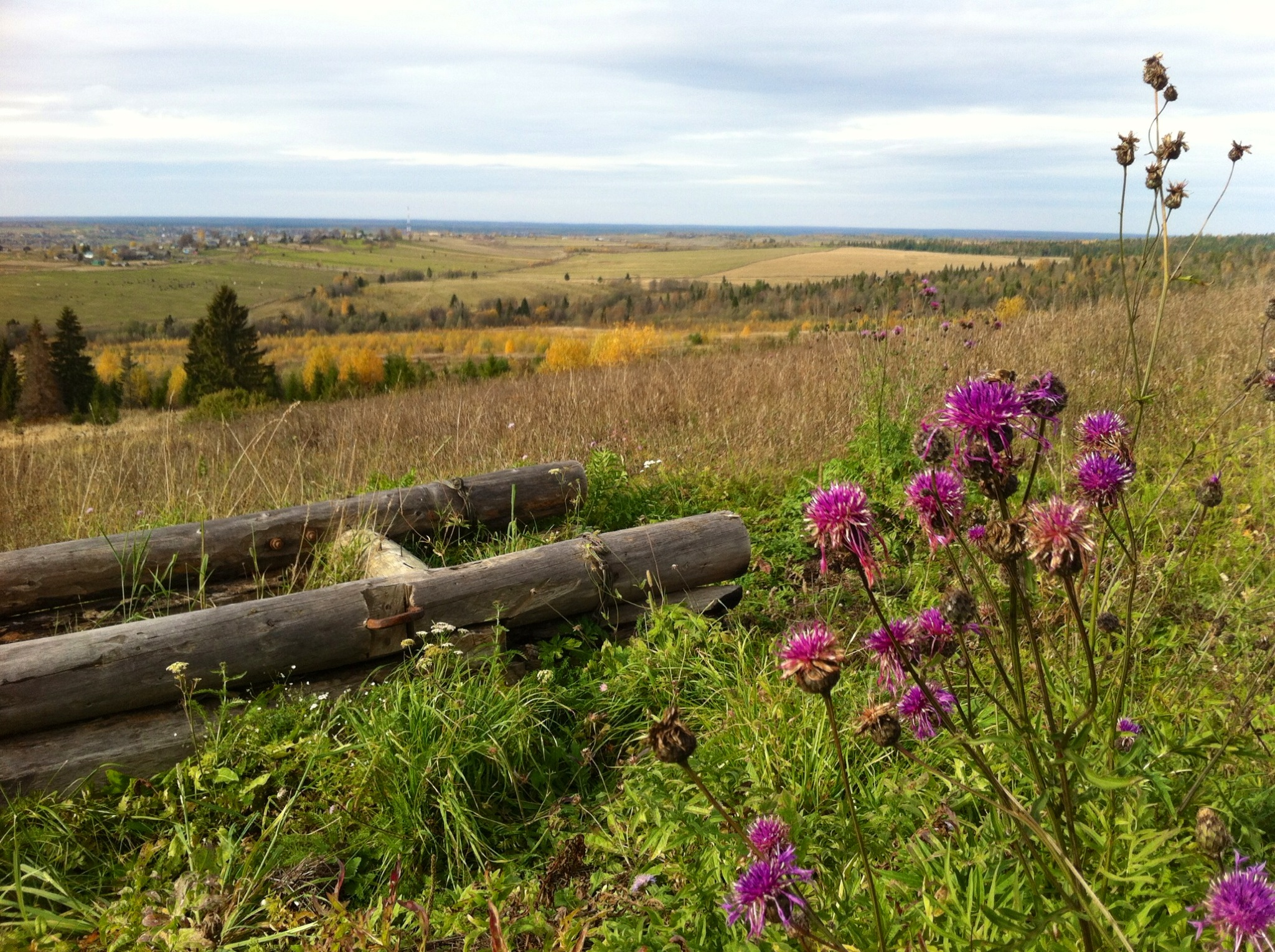
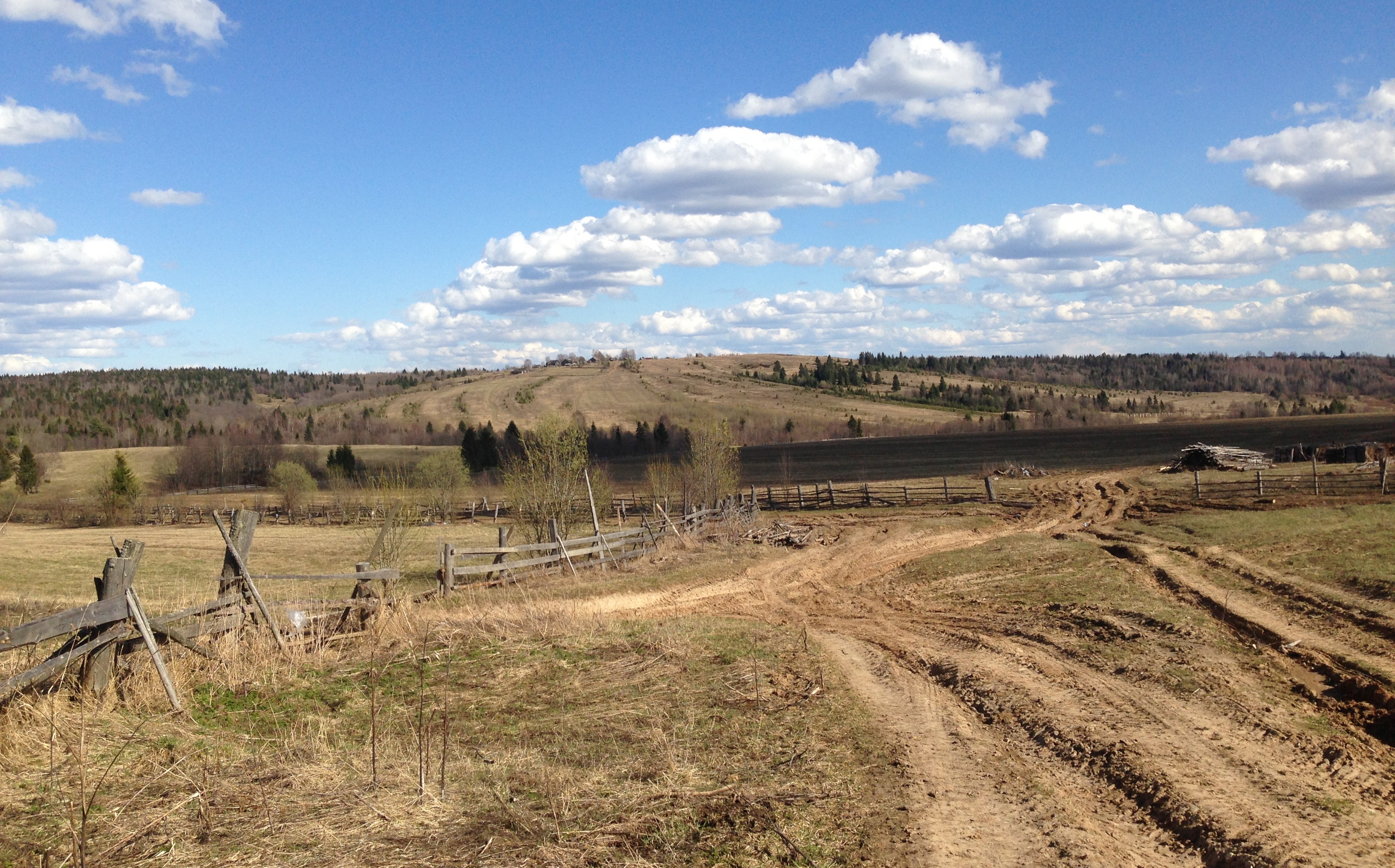
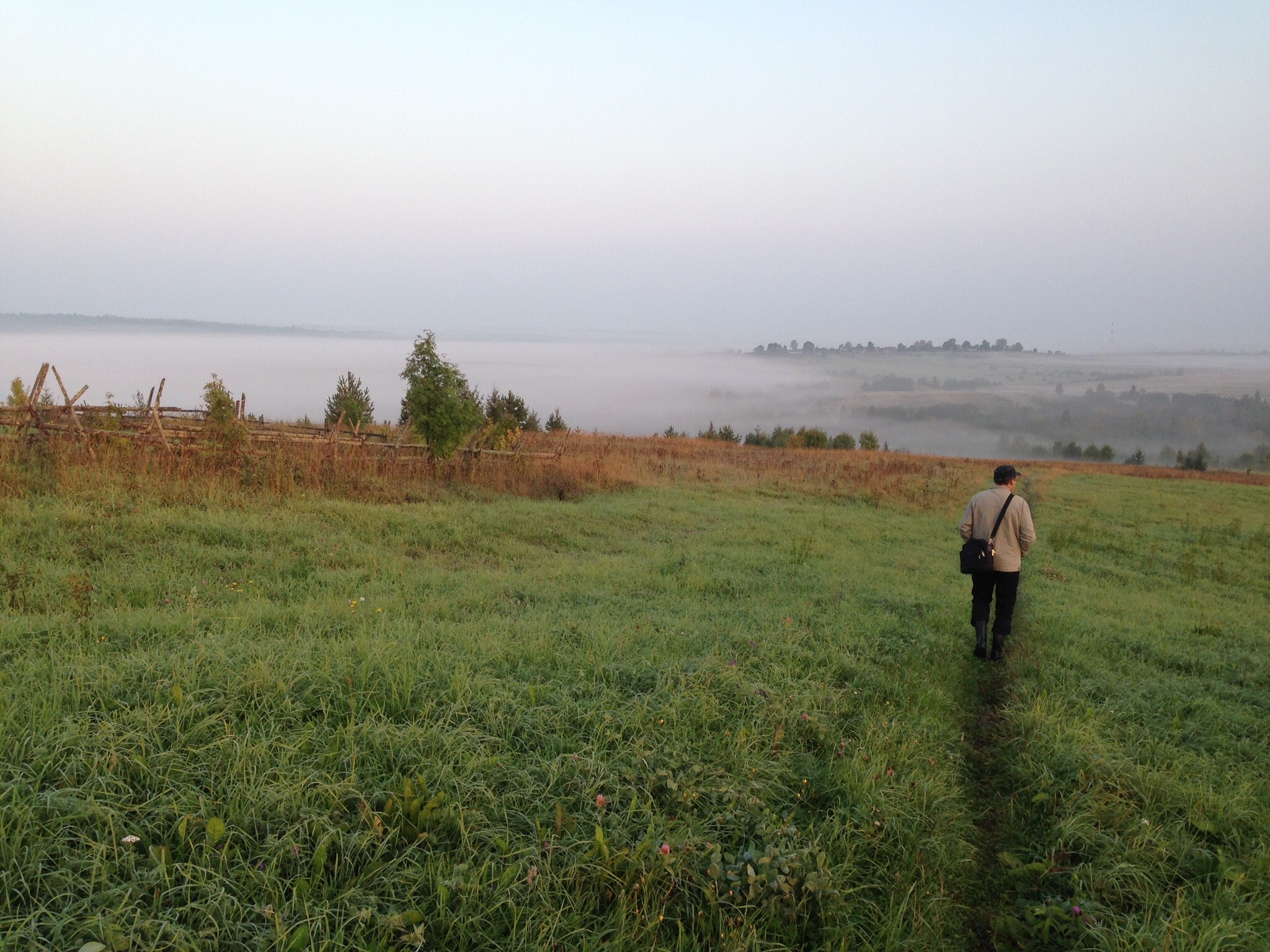
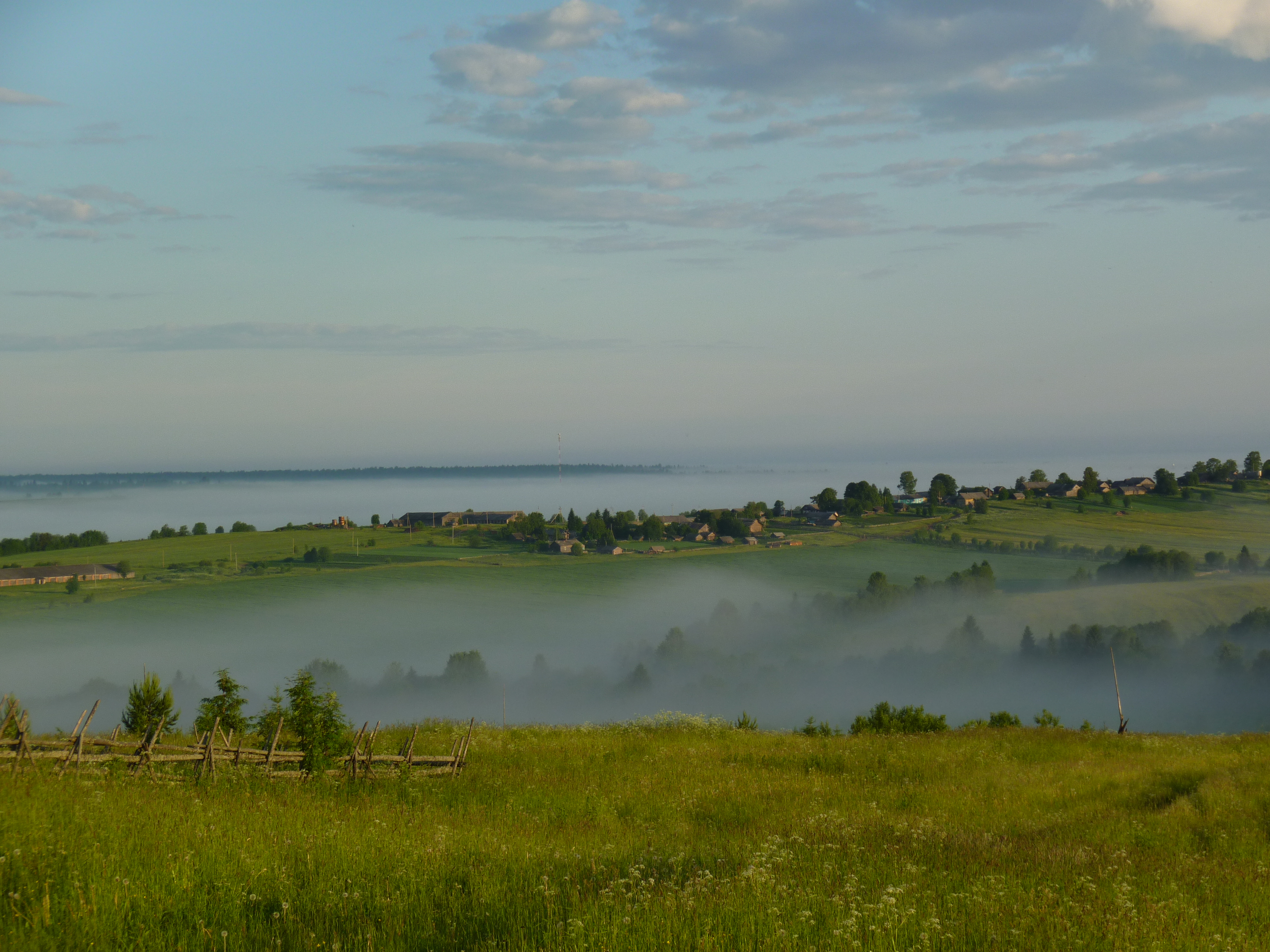
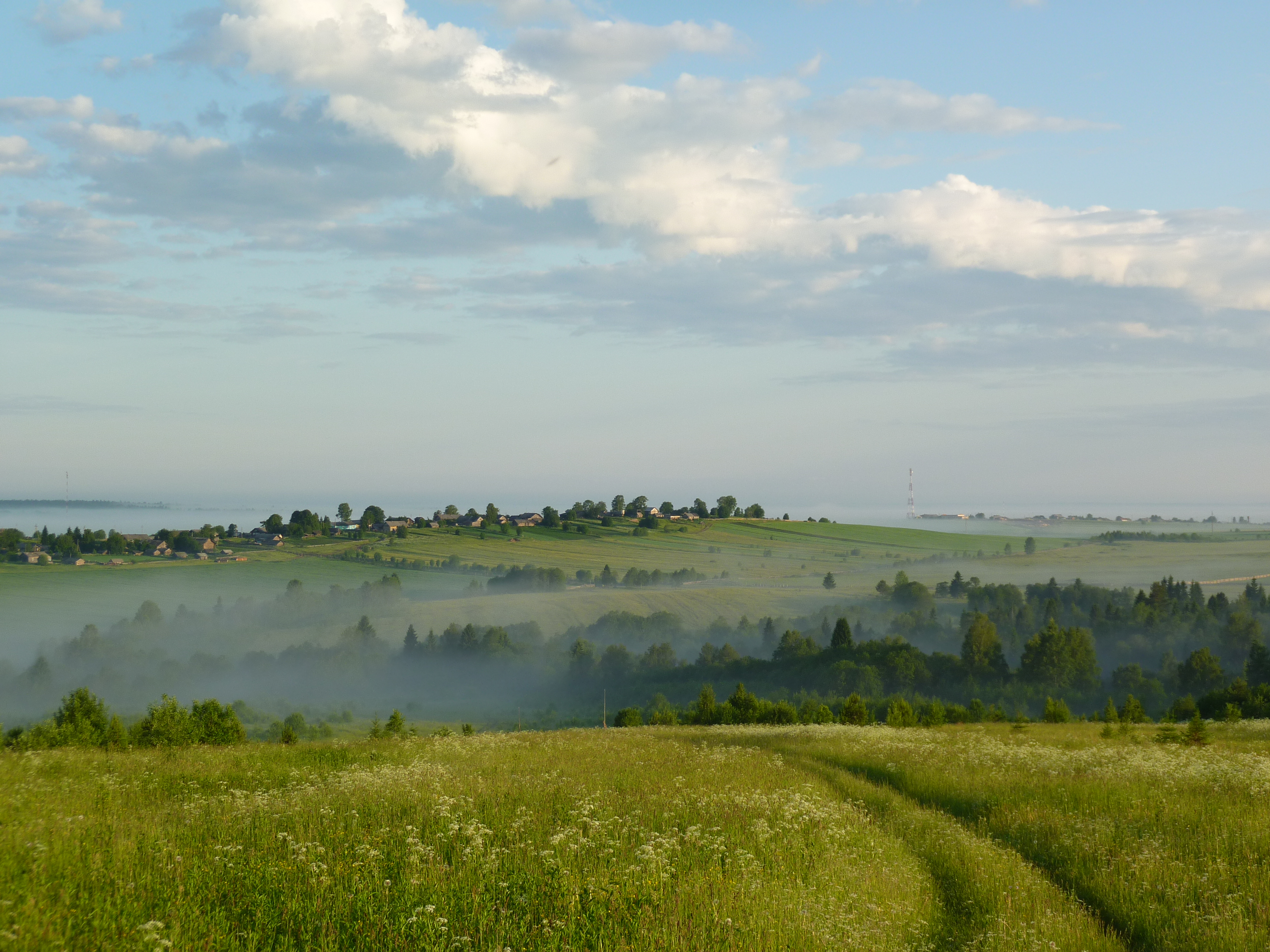
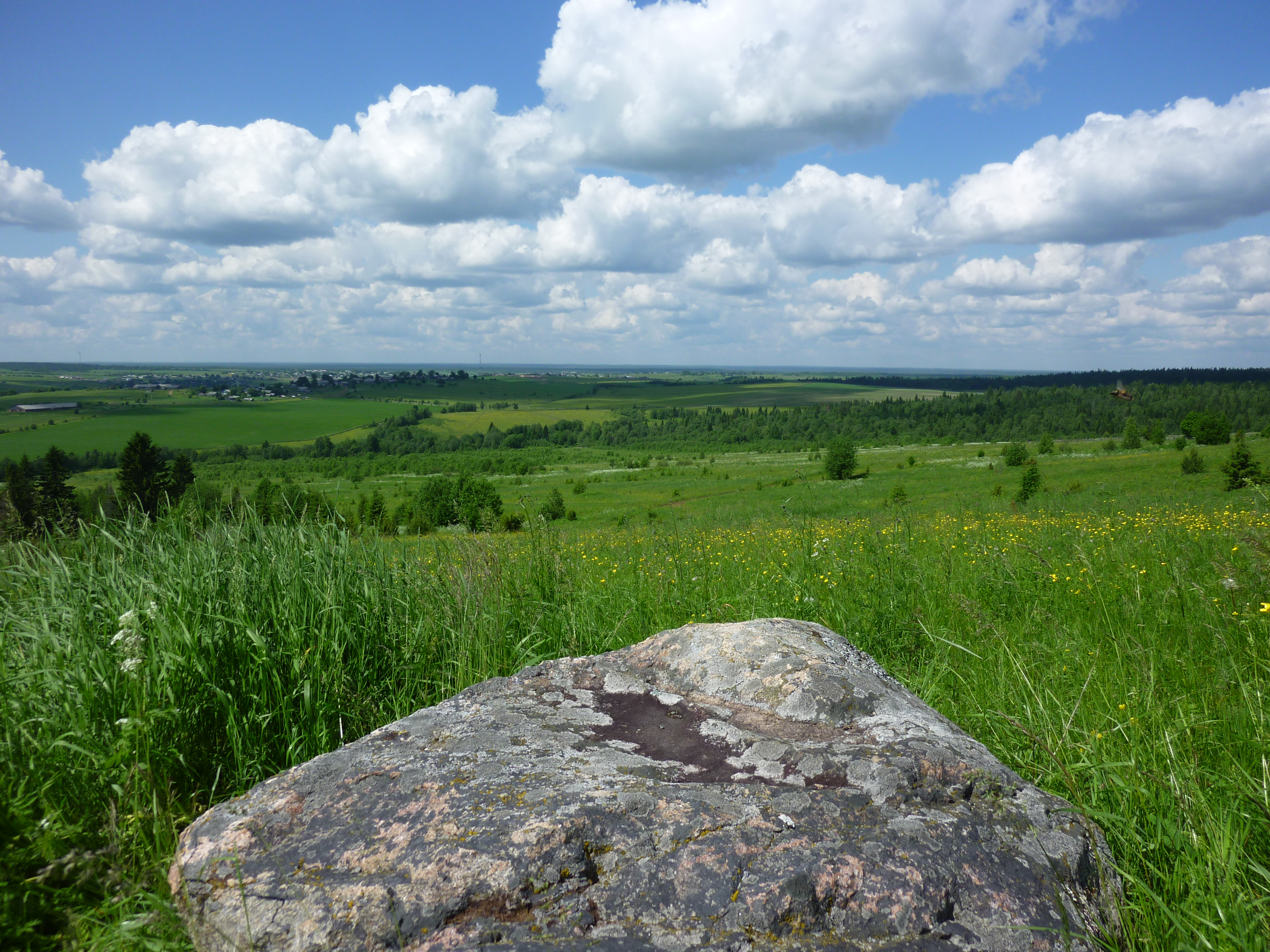
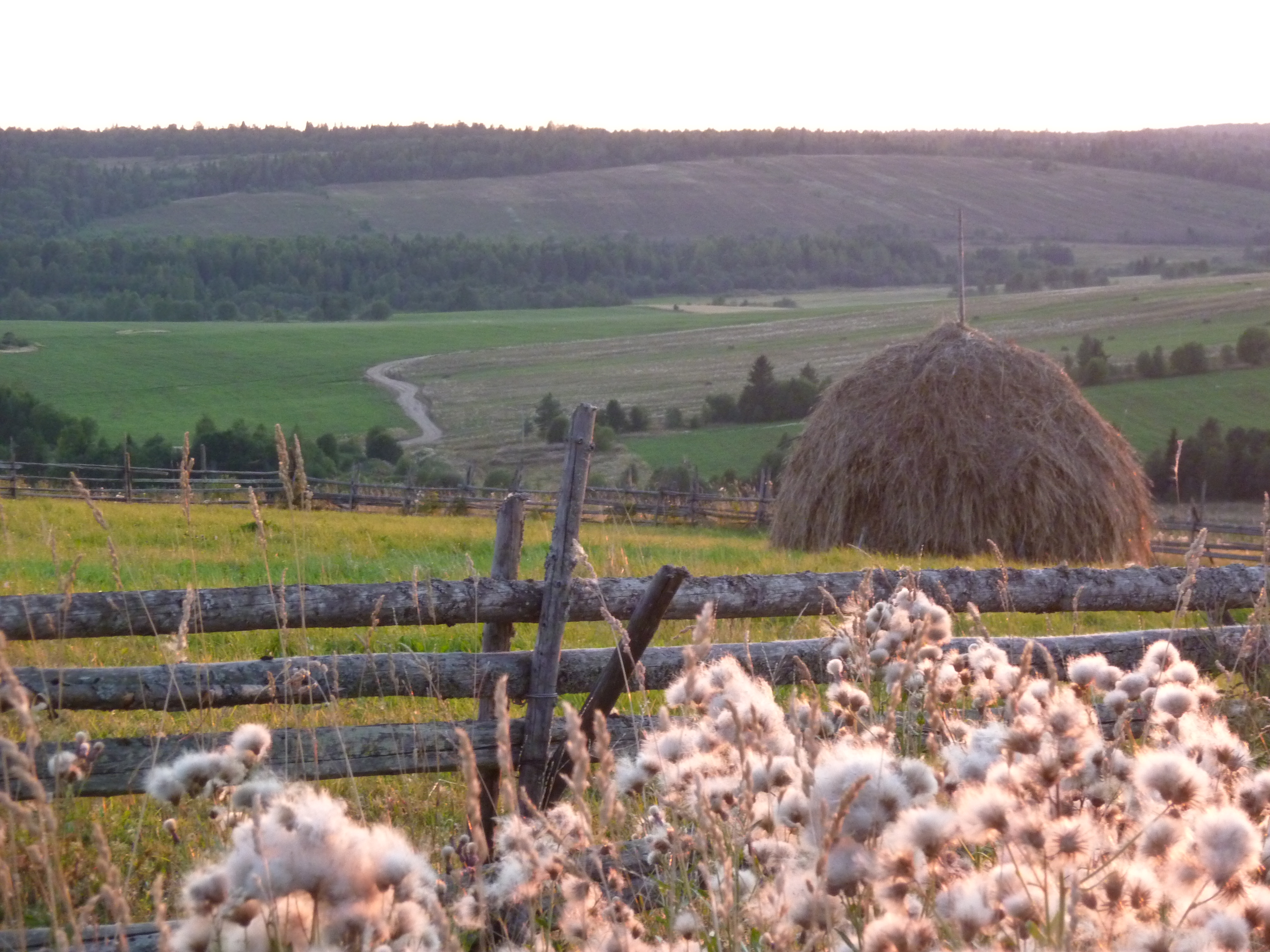